# Eric Louw

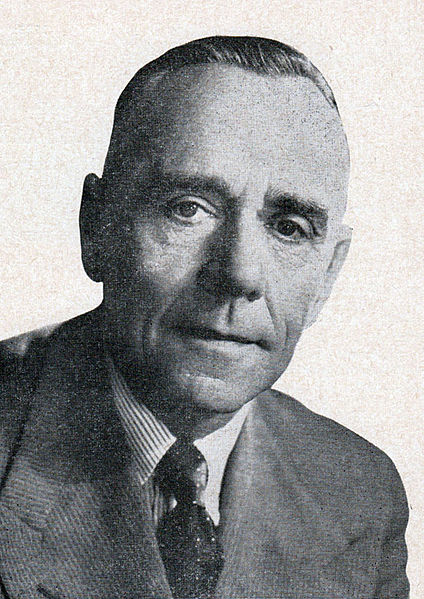
Eric Louw

Eric Hendrik Louw (* 21. November 1890 in Jacobsdal; † 24. Juni 1968 in Kapstadt) war ein südafrikanischer Politiker und Diplomat.

## Leben
Louw studierte am Victoria College in Stellenbosch und an der Rhodes-Universität in Grahamstown. Von 1917 bis 1918 übte er den Beruf des Rechtsanwalts in Grahamstown aus. Er leitete das Unternehmen seiner Familie in Beaufort West.
Von 1924 bis 1925 und von 1938 bis 1963 saß er für die Nasionale Party im Parlament. Von 1948 bis 1954 übte er die Funktion des Handelsbeauftragten der Südafrikanischen Union in den Vereinigten Staaten von Amerika und Kanada aus. 1929 war er  in London südafrikanischer Hochkommissar für das Vereinigte Königreich und Nordirland. Von 1929 bis 1933 vertrat Louw als Botschafter in Washington, D.C. und anschließend in Rom die Südafrikanische Union.
Von 1933 bis 1937 weilte er als Botschafter in Paris. Danach, von 1948 bis 1953, wirkte Louw im Kabinett von Daniel François Malan als Wirtschaftsminister seines Landes. In den Jahren 1955 bis 1956 übernahm er das Finanzministerium sowie bis 1963 Außenministerium. Er vertrat die Regierung der Südafrikanischen Union bzw. der Republik Südafrika beim Völkerbund, später den Vereinten Nationen und wurde 1963 in den Ruhestand versetzt.